# Гърбовец
Гърбовец или Гърбавец (на македонска литературна норма: Грбовец) е село в Северна Македония, в Община Кавадарци.

## География
Селото е разположено в източната част на областта Мариово, югозападно от общинския център Кавадарци, типично планинско село.

## История
В XIX век Гърбовец е чисто българско село в Тиквешка кааза на Османската империя. Според статистиката на Васил Кънчов („Македония. Етнография и статистика“) от 1900 година Гърбавец е има 270 жители, всички българи християни.
Цялото християнско население на селото е под върховенството на Българската екзархия. По данни на секретаря на екзархията Димитър Мишев („La Macédoine et sa Population Chrétienne“) в 1905 година в Гърбавец (Garbavetz) има 224 българи екзархисти.
При избухването на Балканската война в 1912 година един човек от Гърбавец е доброволец в Македоно-одринското опълчение.

## Забележителности
Селската църква „Света Петка“ представлява еднокорабна сграда без фрески. Построена е през XIX век, като от същия период са и иконите в нея.

## Личности
Родени в Гърбовец
- Кръсто (Герасим) Гърбовски, революционер от ВМОРО